# Alberto Luiz de Souza
Alberto Luiz de Souza (sinh ngày 27 tháng 4 năm 1975) là một cầu thủ bóng đá người Brasil.

## Sự nghiệp câu lạc bộ
Alberto Luiz de Souza đã từng chơi cho Ventforet Kofu.

## Thống kê câu lạc bộ

### J.League
| Đội            | Năm       | J.League | J.League | J.League Cup | J.League Cup | Tổng cộng | Tổng cộng |
| Đội            | Năm       | Trận     | Bàn      | Trận         | Bàn          | Trận      | Bàn       |
| -------------- | --------- | -------- | -------- | ------------ | ------------ | --------- | --------- |
| Ventforet Kofu | 2007      | 15       | 3        | 2            | 1            | 17        | 4         |
| Tổng cộng      | Tổng cộng | 15       | 3        | 2            | 1            | 17        | 4         |